# マルチチャンネルアナライザ
マルチチャンネルアナライザ（Multi Channel Analyzer,MCA）、または多重波高分析器(pulse height analyzer,PHA)とは、入力パルスのエネルギーを各チャンネルに分けて出力する機器のことである。複数のエネルギーの放射線の数を同時に計数できる。MCAは特に放射線スペクトルの解析に用いられる。

## 概要
シンチレーション検出器や半導体検出器から出力される電気信号を増幅器によって増幅し、それをマルチチャンネルアナライザに接続して解析する。マルチチャンネルアナライザでは、出力された最大のエネルギーを保存し、それに対応するチャンネルの出力へと信号を送る。
マルチチャンネルアナライザでは測定可能な電圧の領域が対応するチャンネルによって分けられており、通常、電圧が0~8Vである。これに等間隔に分割されたチャンネルが対応している。
例えばチャンネル数が1024であれば、8Vのパルスに対して1024チャンネルから信号が出力され、4Vに対しては512チャンネルから出力される、といった感じになる。
このことからチャンネル数が増えればそれだけ高い分解能が得られるが、検出器の分解能を超えることはないので分解能が低い検出器を高性能MCAに接続しても分解能は変わらないということがわかる。しかし分解能が高い検出器を低性能（チャンネル数の少ない）MCAに接続するとせっかくの性能を活かすことができなくなってしまう。